# Pirates of the Caribbean: The Legend of Jack Sparrow
Pirates of the Caribbean: The Legend of Jack Sparrow is een videospel dat gebaseerd is op het eerste deel van de filmtrilogie Pirates. De speler speelt de belangrijkste personen van de film: Jack Sparrow, Will Turner en Elizabeth Swann. Het spel werd in Noord-Amerika uitgebracht op 27 juni 2006.

## Overzicht
Het spel draait om de piraat Jack Sparrow. Door de moeilijkheidsgraad van het spel is doorzettingsvermogen vereist. De camera functioneert niet optimaal, in tegenstelling tot de figuren, die erg waarheidsgetrouw zijn.
De stem van het personage Jack Sparrow werd ingesproken door Johnny Depp, die in de films Jack Sparrow speelt. Voor de overige personages zijn echter niet de stemmen ingesproken door de acteurs uit de film.